# Try Anything Once
Try Anything Once es el primer disco en solitario firmado por Alan Parsons tras la disolución de su anterior proyecto musical The Alan Parsons Project formado junto a Eric Woolfson.
Publicado en 1993 por el sello Arista Records el disco cuenta con colaboraciones de reputados músicos como David Pack, Jacqui Copland, Eric Stewart (guitarrista de 10cc) y Chris Thompson (líder de Manfred Mann's Earth Band). También participan músicos que colaboraban en los proyectos de The Alan Parsons Project como Ian Bairnson, Andrew Powell o Stuart Elliott.

## Producción
Tras la edición de Freudiana en 1990, y la consecuente disolución de The Alan Parsons Project por la marcha de Eric Woolfson, Alan Parsons prosiguió su carrera musical con la edición de Try Anything Once. 
A diferencia de los discos previos del Project basados en conceptos temáticos que comprendían todo el disco, como las obras de Edgar Allan Poe en Tales of Mystery and Imagination (1976), el poder de las pirámides en Pyramid (1978) o el azar en The Turn of a Friendly Card (1980), la idea de este primer disco fue la ausencia de un tema que englobara a las canciones. Sin embargo algunas canciones abordan el tema de la religión y la esperanza de una vida futura (como «Wine From The Water» o «Turn It Up»). Las canciones no fueron escritas enteramente por Parsons, que también realizó las labores de producción y masterización, sino que fueron en su mayor parte coescritas con los músicos colaboradores del Project.

"La ausencia de la palabra "Project" al final del nombre no supone ninguna diferencia, porque la música y la atmósfera de este disco provoca el mismo efecto misterioso que si la incluyera"
Mike DeGagne, sobre Try Anything Once en AllMusic 

El disco se grabó en Air Studios (Londres) y Parsonics (Sussex, Inglaterra) entre octubre de 1992 y agosto de 1993. Se publicó originalmente en 1993 en formato casete y disco compacto por Arista Records, reeditándose en 1996 en formato disco compacto por Parsonics y, finalmente, en versión de disco de vinilo en 2015. El año de su edición alcanzó la posición 122 en la lista The Billboard 200.

## Lista de canciones
1. «The Three Of Me» – (David Pack y Andrew Powell) Cantante: David Pack – 5:52
2. «Turn It Up» – (Ian Bairnson) Cantante: Chris Thompson – 6:13
3. «Wine From The Water» – (Alan Parsons e Ian Bairnson) Cantante: Eric Stewart – 5:43
4. «Breakaway» – (Alan Parsons) Instrumental – 4:07
5. «Mr. Time» – (Stuart Elliot, Jacqui Copland y Rick Driscoll) Cantante: Jacqui Copland – 8:17
6. «Jigue» – (Alan Parsons y Andrew Powell) Instrumental – 3:24
7. «I'm Talkin' To You» – (David Pack y Andrew Powell) Cantante: David Pack – 4:38
8. «Siren Song» – (Ian Bairnson y Frank Musker) Cantante: Eric Stewart – 5:01
9. «Dreamscape» – (Alan Parsons) Instrumental – 3:01
10. «Back Against The Wall» – (Ian Bairnson) Cantante: Chris Thompson – 4:38
11. «Re-Jigue» – (Alan Parsons y Andrew Powell) Instrumental – 2:28
12. «Oh Life (There Must Be More)» – (David Pack y Alan Parsons) Cantante: David Pack – 6:33

## Músicos
- Alan Parsons – sintetizadores, guitarra acústica, bajo, flauta, coros, producción e ingeniería de sonido
- Ian Bairnson – sintetizadores, bajo, guitarras y coros
- Richard Cottle – sintetizadores y saxofón
- Andrew Powell – bajo, sintetizadores, piano eléctrico, arpa y dirección de orquesta
- Stuart Elliott – percusión y sintetizadores
- David Pack – sintetizadores, guitarra y voces
- Jeremy Parsons – guitarra
- Sección de cuerdas de la Philharmonia Orchestra
- Graham Preskett – violines y mandolina
- Eric Stewart – voces
- Chris Thompson – voces
- Jacqui Copland – voces y coros